# Bolszoj Ułuj
Bolszoj Ułuj (ros. Большой Улуй) – wieś (sieło) w Rosji, w Kraju Krasnojarskim, ośrodek administracyjny rejonu bolszeułujskiego. W 2010 liczyła 3340 mieszkańców.